# Agnes von Böhmen

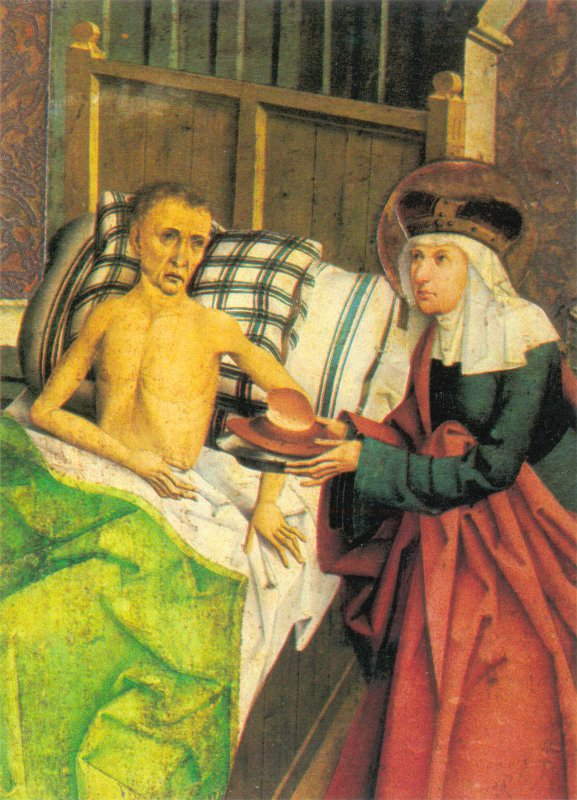
Agnes von Böhmen pflegt einen Kranken, 1482

Agnes von Böhmen (auch Agnes von Prag; tschechisch Svatá (heilige) Anežka Česká, auch Anežka Přemyslovna; * wohl 20. Januar 1211 in Prag; † 6. März 1282 ebenda) war eine Klostergründerin und böhmische Prinzessin, die jüngste Tochter von Ottokar I. Přemysl und Konstanze von Ungarn. Sie wird in der römisch-katholischen Kirche seit 1989 als Heilige verehrt. Von 1235 bis 1237 war sie Äbtissin des Agnesklosters in der Prager Altstadt.

## Leben

### Jugend und Heiratspolitik
Agnes wurde bereits im Alter von drei Jahren in das Zisterzienserinnenkloster Trebnitz im Herzogtum Schlesien gegeben, wo sie unter der Obhut ihrer Tante, der später heiliggesprochenen Hedwig von Andechs, stand und erzogen wurde. Wegen gescheiterter dynastischer Heiratspläne des Böhmenkönigs in das Fürstenhaus der Schlesischen Piasten kehrte sie nach etwa drei Jahren auf die Prager Burg zurück. Ihr siebtes und achtes Lebensjahr verbrachte die Prinzessin im Prämonstratenserinnenkloster Doksany. Aufgrund neuerlicher Vermählungspläne, diesmal in das staufische Kaiserhaus, schickte sie Ottokar an den Wiener Hof des Babenbergers Leopold VI., wohl weil sie sich dort höfische Etikette sowie standesgemäße Umgangsformen und Bildung aneignen sollte.
Leopold hintertrieb allerdings die Pläne des böhmischen Verbündeten, indem er seine eigene Tochter Margarete von Babenberg als Gemahlin des noch jungen Heinrich (VII.) in Stellung zu bringen wusste. Es folgten weitere dynastische Anbindungsbemühungen der böhmischen Herrscherfamilie, die Agnes zum Gegenstand hatten: eine durch fortgeschrittene Verhandlungen dokumentierte ins englische Königshaus, in diesem Fall auf Heinrich III. gerichtet, und eine historisch ungesicherte, die sogar von dem verwitweten Kaiser Friedrich II. als Brautwerber spricht.

### Eintritt ins Kloster

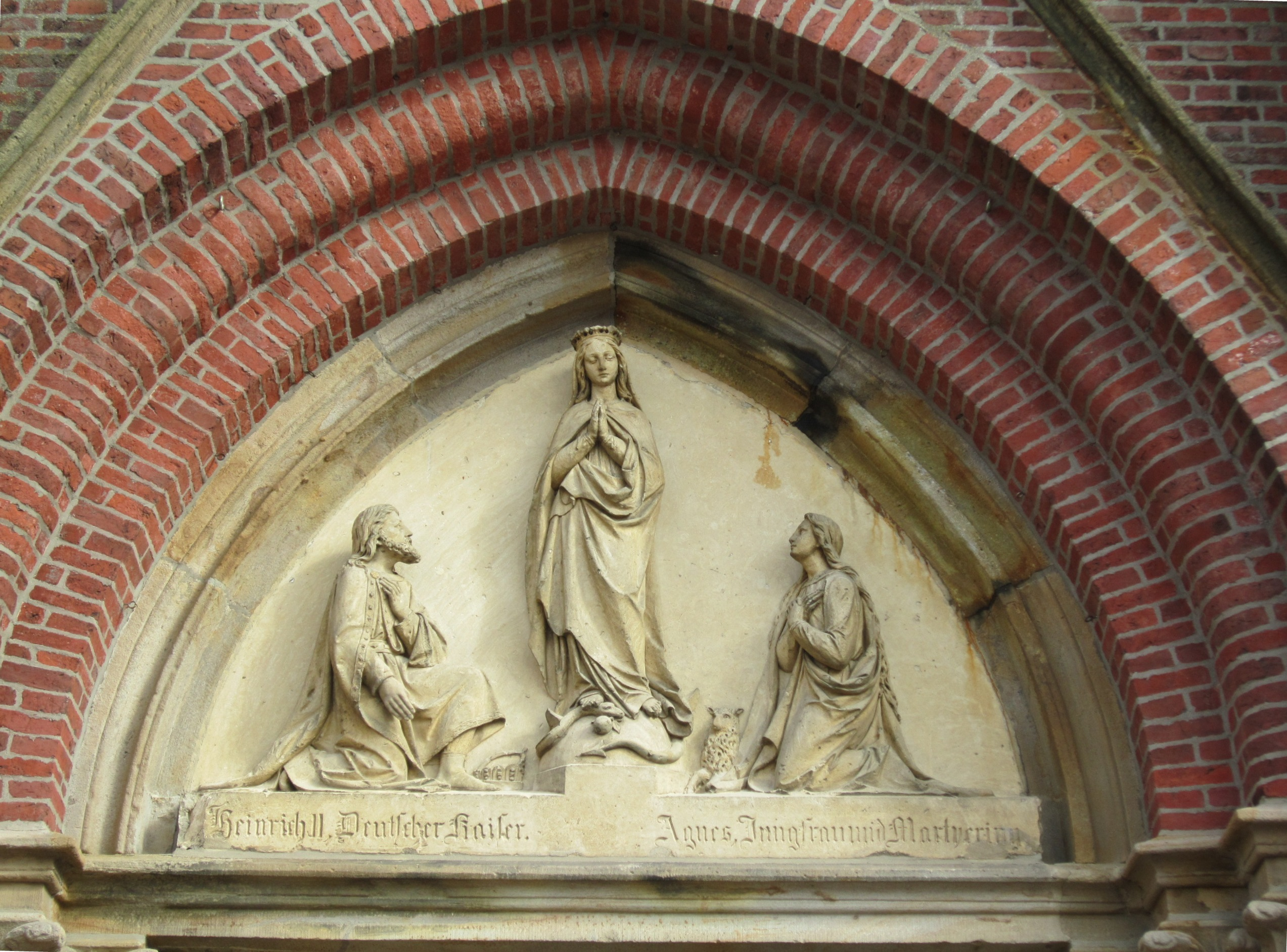
Darstellung der „Entlobung“ der „Jungfrau und Martyrerin“ Agnes über dem Portal der Marienkirche in Quakenbrück

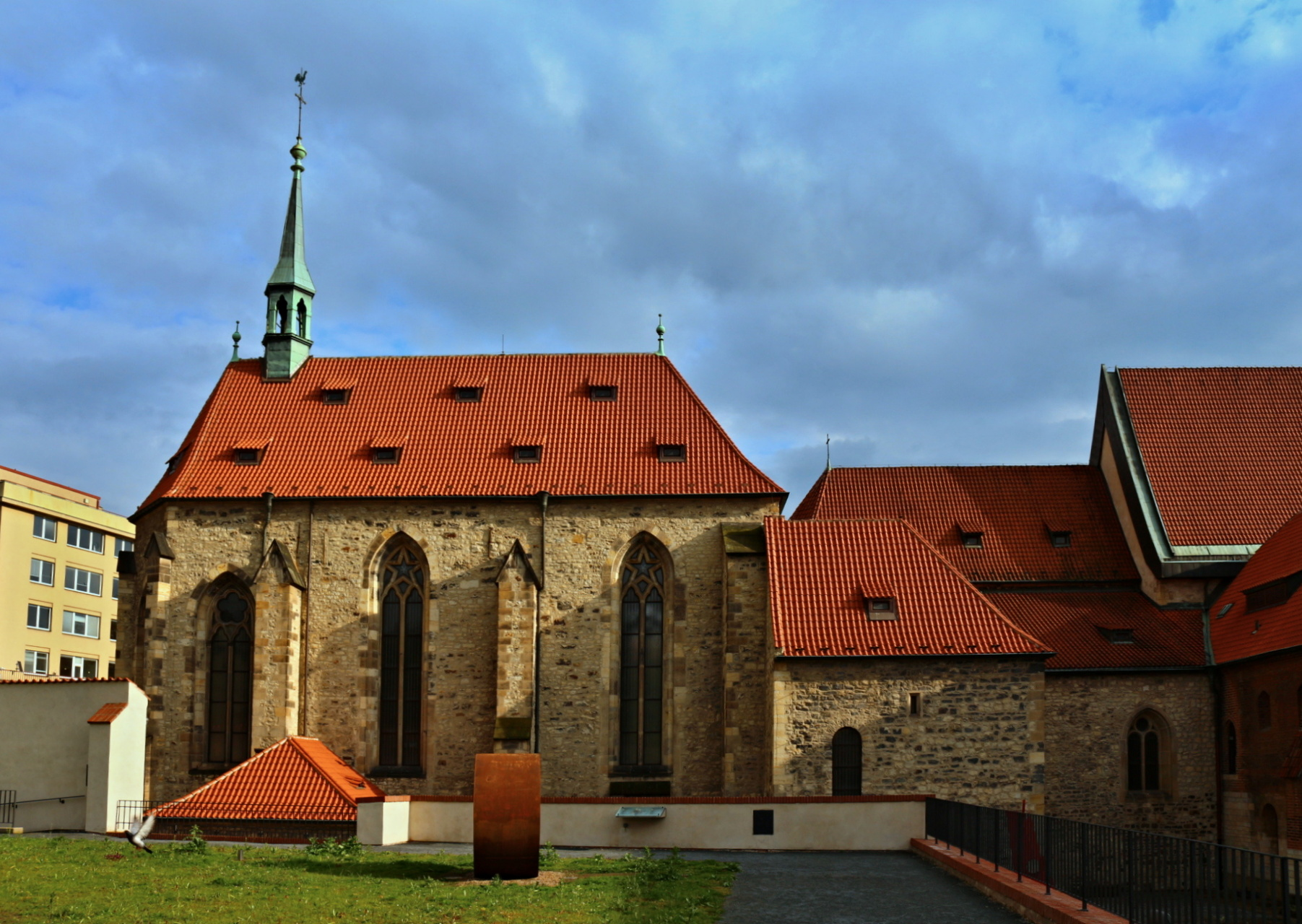
Das Agneskloster in Prag

Trotz dieser aus heutiger Sicht so skrupellos eingefädelten wie am Ende stets gescheiterten Vermählungspläne wird an Agnes’ früh ausgebildeter, tiefer religiöser Gesinnung nicht zu zweifeln sein; sie ging ihrem Entschluss voran, als Braut Christi, als sponsa Christi, einen geistlichen Lebensweg zu wählen und sich damit gegen andere Pläne durchzusetzen. Nach dem Vorbild ihrer Cousine Elisabeth von Thüringen und der Klara von Assisi, der Weggefährtin des Franziskus von Assisi, mit der sie bald in Schriftverkehr stand, entschloss sie sich zu einem religiösen Leben und zur Stiftung mehrerer geistlicher Einrichtungen, die sie zu einer der bedeutendsten Frauen über die Frühgeschichte des entstehenden Klarissenordens hinaus und zu einer der herausragenden Persönlichkeiten der böhmischen, ja europäischen Geschichte des 13. Jahrhunderts machen.
Wohl bald nach dem Herrschaftsantritt ihres Bruders Wenzel I. und dem Tod Elisabeths († 1231), vermutlich gegen 1232, gründete sie – unter starker Unterstützung der wichtigsten Familienmitglieder – in der Prager Altstadt zunächst ein Spital für Arme und, baulich angeschlossen, ein Inklusenkloster. Nachdem bereits 1233 oder 1234 zahlreiche hochadelige Jungfrauen in das Damianitinnenkloster eingetreten waren, nahm sie selbst in feierlicher Zeremonie und unter Anwesenheit zahlreicher mitteleuropäischer Fürsten ein Jahr später den Schleier. Im engeren Umfeld dieses Schrittes wurde sie von dem hoch angesehenen Franziskanerprovinzial Johannes de Plano Carpini in das Amt der Äbtissin investiert, hatten ihr doch die spätestens 1232 am Ort eingetroffenen Minderbrüder die Vorstellungen eines armen Lebens in der Nachfolge Christi nahegebracht, die in Klara und Franziskus von Assisi, aber auch in Elisabeth von Thüringen ihre eifrigsten und bekanntesten Protagonisten gefunden hatte. Agnes’ Festhalten an einem Leben in absoluter, das heißt gemeinschaftlicher wie individueller Armut rieb sich indes an den Plänen Papst Gregors IX., dem an der wirtschaftlichen Absicherung von Kloster und Spital gelegen war und der sich keineswegs geneigt zeigte, jedem Anliegen der zeitgenössischen Armutsbewegung seine Zustimmung zu geben. Auch Agnes’ Vorbringen mehrerer eigener Regelvorstöße, die sich an der Lebensform Klaras von Assisi eng angelehnt haben dürften, erfuhr kein päpstliches Plazet – immerhin gab ihr aber Gregor das Privileg, nicht zur Annahme von Besitz gezwungen werden zu können. Dem Gehorsamsgebot und der Observanz verpflichtet, willigte die Klostervorsteherin königlicher Abstammung schließlich in die Auflösung des Verbundes der beiden dem seraphischen Heiligen aus Assisi geweihten Einrichtungen ein und trat wohl noch 1238 vom Amt der Äbtissin zurück. Hernach begegnet sie uns lediglich als soror maior, als ältere Schwester, doch dürfte sie auf Leitung und Lenkung der armen eingeschlossenen Frauen einen über den Titel weit hinausgehenden gehörigen Einfluss gehabt haben.
Aus der Spitalgemeinschaft der Kreuzbrüder mit dem Roten Stern wurde unter päpstlicher Direktive sukzessive ein autonomer kanonikaler Hospitalorden herausgebildet, der, räumlich bald getrennt vom Frauenkloster, 1251 ein eigenes Ordensabzeichen erhielt. Der einzige in Böhmen selbst beheimatete Orden war von Anbeginn reich ausgestattet und unterhielt auf dem Höhepunkt seiner Macht im 14. Jahrhundert zahlreiche Spitäler in Böhmen, Mähren und Schlesien, dort mit einem zweiten, weitgehend gleichberechtigt gestellten Mutterhaus in Breslau. Ganz nach ihrem Vorbild hatte Agnes’ Schwester Anna von Schlesien in der Residenzstadt der Schlesischen Piasten eine gleichgerichtete Spitalgemeinschaft aufgebaut und ebenfalls ein Kloster für den weiblichen Zweig der Franziskaner gegründet. Wie die älteren Hospitalorden, die Johanniter oder die Templer, trat das karitative Element der böhmischen Ordensbrüder zusehends zurück und wich einem Herrschafts- und Selbstverständnis seiner leitenden Bruderschaft, das in dem gewandelten Namen, den sich spätestens seit dem frühen 14. Jahrhundert nun so nennenden Kreuzherren mit dem Roten Stern, einen sinnfälligen Ausdruck findet.

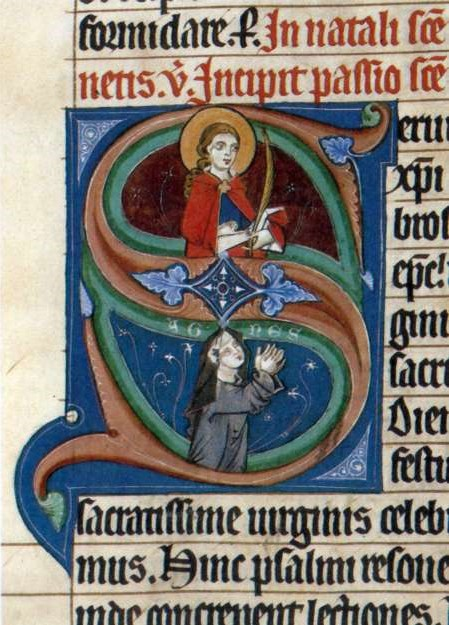
Betende Agnes auf einer Buchmalerei des 14. Jahrhunderts

Agnes konnte im Gegenzug zu ihren Niederlagen in puncto des ordensrechtlichen Fundaments der bisherigen Stiftungen durchsetzen, dass an die Stelle des losgelösten Hospitals ein Franziskanerkonvent errichtet wurde, wodurch im Übrigen das erste franziskanische Doppelkloster nördlich der Alpen entstand, das später in Mitteleuropa noch mehrere architektonische Nachahmungen erfahren sollte. Die dem Frauenkloster benachbarten Mendikanten übernahmen fortan die seelsorgerischen Verpflichtungen, während die sich nahe dem Ungelthof niederlassenden Ordensbrüder von Sankt Jakob, der ältesten franziskanischen Unterkunft in Prag, ihr lokales Tätigkeitsfeld auf die vorwiegend von deutschen Handelstreibenden geprägte Kaufmannssiedlung ausrichteten, in der sie angesiedelt waren.

### Weltliches Wirken

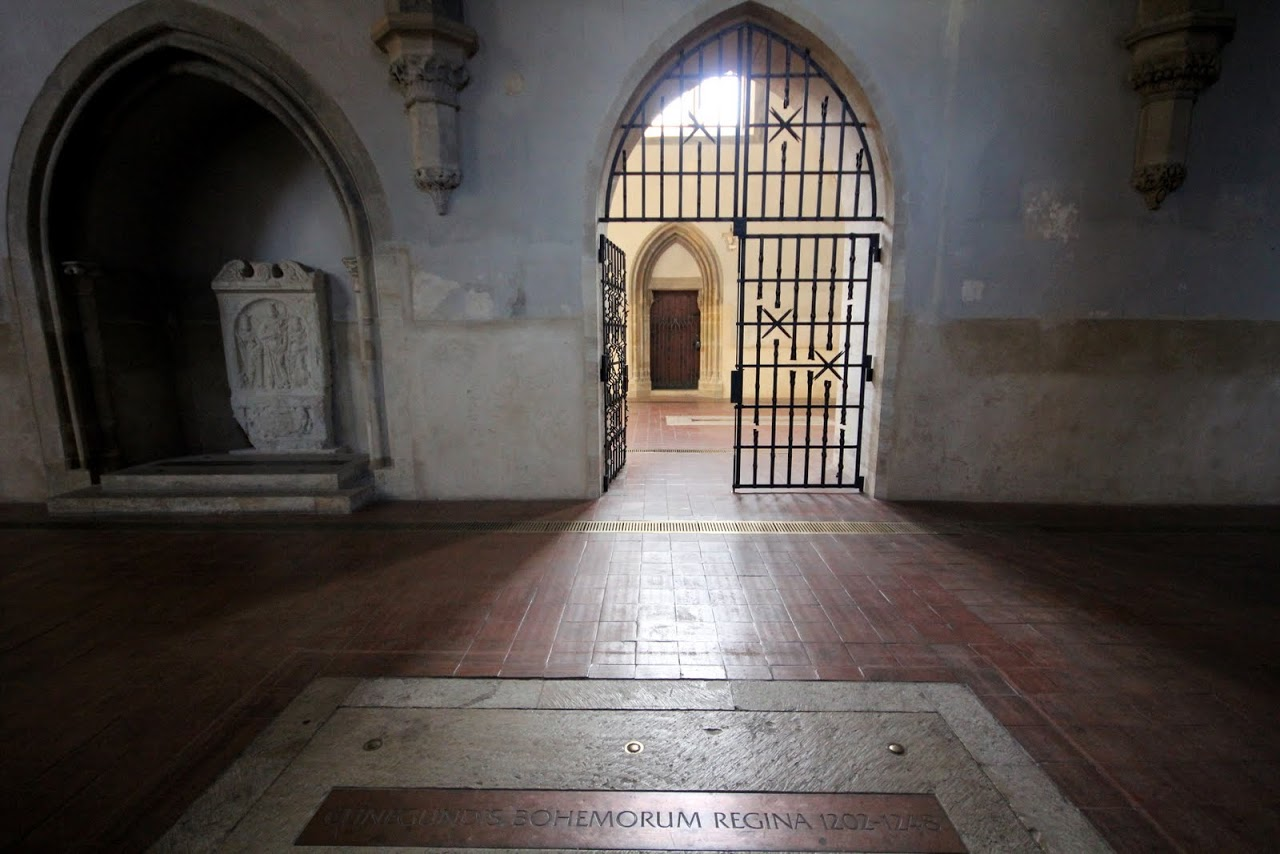
Grab der heiligen Agnes im Agneskloster

Trotz der vorgeschriebenen Klausur für ihr Kloster blieb Agnes’ Einfluss auf die Landespolitik auch als Ordensschwester erheblich, was nicht allein an ihrem andauernden Einwirken auf die Geschicke und die Expansion der Hospitalgemeinschaft festzumachen ist. Darüber hinaus wirkte sie nachhaltig auf familiäre Entscheidungen und Spannungen ein, so vermittelte sie etwa einen Ausgleich zwischen ihrem Bruder König Wenzel und seinem aufmüpfigen Sohn Ottokar II. Das Kloster, in diesem Fall Ort der sinnfälligen zweiten Krönung Wenzels, bildete noch während der heraufziehenden Fremdherrschaft in den Jahren der sogenannten Brandenburger Zeit einen Hort přemyslidischer Positionen und Widerstände. Ihr Neffe Ottokar II. hatte mit dem Anbau der prachtvollen, in gotischem Stil gehaltenen Erlöserkapelle an das bestehende Kloster in den 1260er Jahren auch in architektonischer Hinsicht ein über Böhmen hinausweisendes Zeichen gesetzt. Dass die Klosteranlage „Zu Sankt Franziskus“ in der Sakraltopographie Prags den Rang einer neben der Veitskathedrale fast ebenbürtigen Einrichtung gewann, lag auch an der Bestimmung des Ortes als Grablege der herrschenden Přemysliden, insbesondere seiner weiblichen Mitglieder, dem Erhalt mehrerer bedeutsamer Reliquien und der Anfertigung äußerst prächtiger Handschriften im Skriptorium der Klosteranlage.

## Nachleben
Bald nach ihrem Tod am 2. März 1282 wurde Agnes als Heilige verehrt, doch der nach der Niederlage Ottokars auf dem Marchfeld 1278 einsetzende Bürgerkrieg im Lande, die während der noch längeren Unmündigkeit des heimischen Nachfolgers Wenzel II. obwaltende Fremdherrschaft wie die zahlreichen heftigen Hungersnöte und Epidemien der 1280er Jahre verhinderten, dass sich einflussreiche Kräfte zur rechten Zeit um die Heiligsprechung der Prinzessin bemühen konnten. Entsprechende Versuche der letzten přemyslidischen Königin Elisabeth 1328, in deren Umfeld die Abfassung der ältesten Hagiographie in ihren zentralen Textelementen zu verorten ist, blieben ebenso erfolglos wie eine ebensolche Initiative seitens des Ordens um 1339, in deren engeren Zusammenhang die überlieferte Legende Candor lucis eterne (Glanz des ewigen Lichts) gehört, oder das in Rom vorgebrachte Begehren Karls IV. in der Mitte der 1350er Jahre.

## Seligsprechung und Heiligsprechung

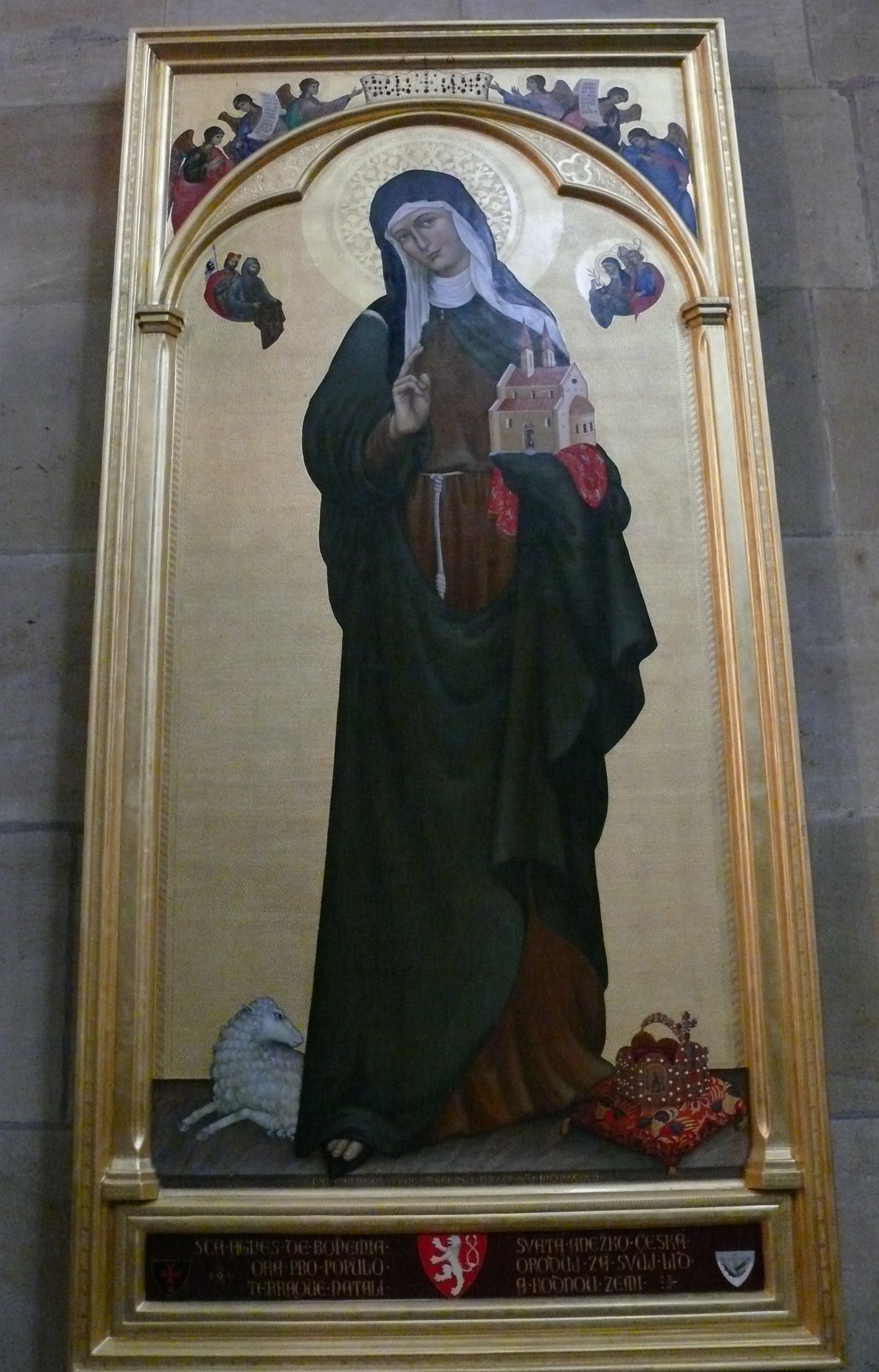
Heiligenbild im Prager Veitsdom

Die hussitische Vorreformation, die zur Aufgabe der Klosteranlage durch die Ordensmitglieder führte, unterband für lange Zeit jegliche Bemühung in Richtung einer approbierten Verehrung der Königstochter. Dennoch überdauerte ihr Gedenken bis in die Barockzeit, in der sich Jesuiten und die Kreuzherren mit dem Roten Stern wieder mit ihr befassten. Jan František Beckovský verfasste 1758 eine Biografie. Erst 1874 wurde Agnes seliggesprochen, nachdem sich gegenreformatorische und national gesinnte Kräfte über Jahrzehnte um eine Hebung des Wissens um die königliche Klarissin und die Entdeckung ihrer seit den Hussitenkriegen unauffindbaren Gebeine bemühten.
Während Letzteres bis in die Gegenwart erfolglos blieb, nahm sie Papst Johannes Paul II. mit der Heiligsprechung am 12. November 1989, wenige Tage vor dem Ausbruch der Samtenen Revolution, in feierlicher Zeremonie unter Anwesenheit von tausenden tschechischen und slowakischen Pilgern mit dem Dekret Salus Deo Nostro in das Heiligenverzeichnis der römisch-katholischen Kirche auf.

## Rezeption

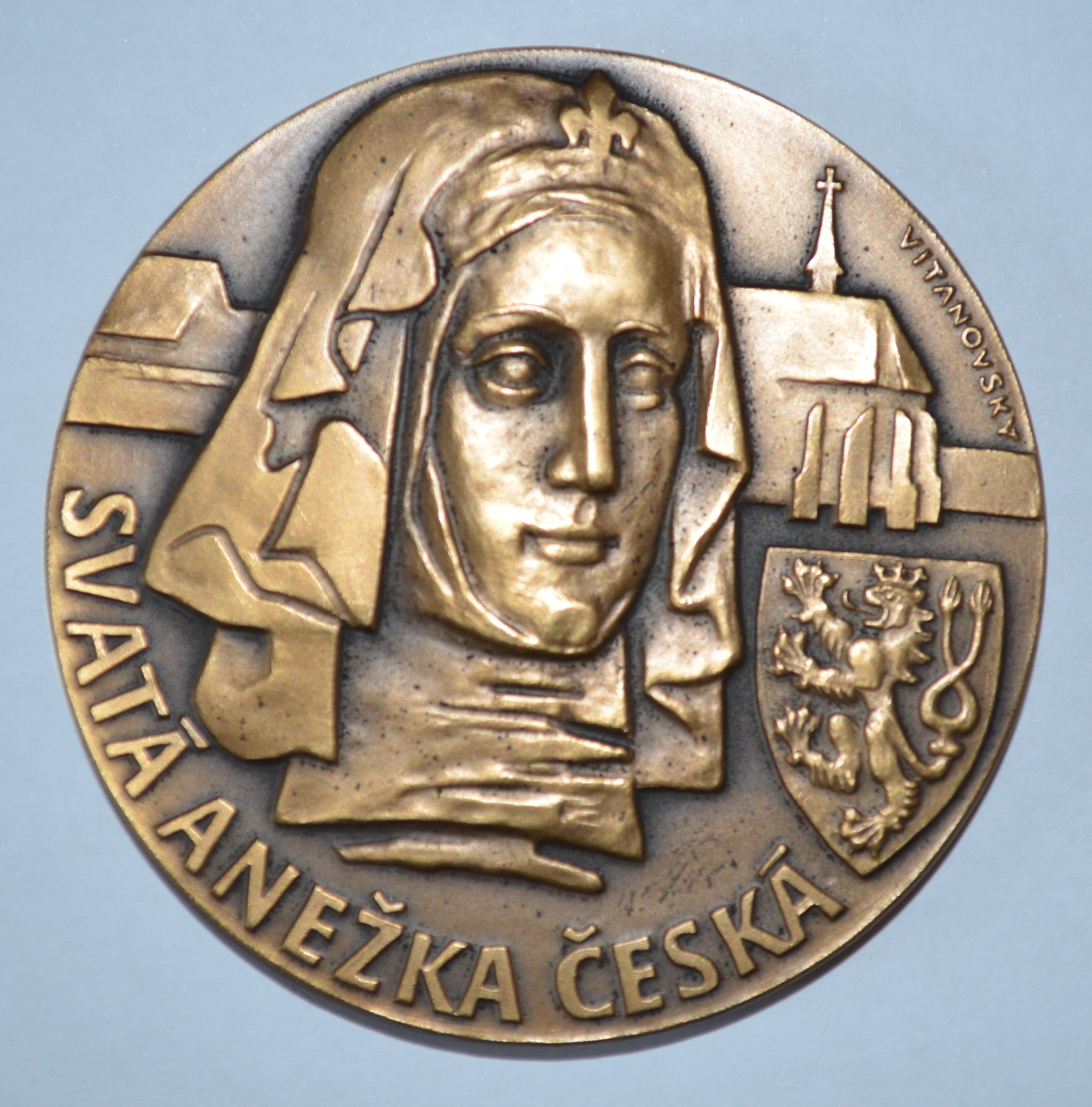
Agnes von Böhmen auf der Vorderseite der Medaille der Tschechischen Bischofskonferenz, 2012

Mehrere Gedenkmünzen, das Porträt auf dem 50-Kronen-Schein der sich 1993 konstituierenden Tschechischen Republik, die Weihung einiger Kirchen, die Feier ihres Namenstages und die Umbenennung von Straßen und Hotels sind Zeugnisse einer zarten zeitgenössischen Verehrung der Prinzessin, nunmehr als tschechische Nationalheilige. Denn nicht zuletzt die Ergebnisse des Zweiten Weltkrieges und der Kalte Krieg haben in den Hintergrund treten lassen, dass die Přemyslidin im Spätmittelalter und in der Frühen Neuzeit schwerpunktmäßig nicht nur in Böhmen, sondern ebenso in Süddeutschland und Schlesien verehrt wurde.
Trotz mancher Enttäuschungen, die die Katholische Kirche in Tschechien in Bezug auf die Restituierung ihrer Stellung in dem postkommunistischen Land erfahren musste, verhalf doch die Kanonisation dazu, dass zumindest der seit 1263 so bezeichnete Klarissenorden und die dem Orden zugewandte Geschichtsschreibung die außerordentliche Bedeutung der Böhmin umfangreicher und angemessener würdigen und damit auch an seit Zeiten verlorene Wissensstände anknüpfen konnte.